# Fernando Scherer
Fernando de Queiroz Scherer (nacido el 6 de octubre de 1974 en Florianópolis) es un nadador internacional de categoría superior de Brasil, que ganó la medalla de bronce en los 50 metros estilo libre en los Juegos Olímpicos de 1996 en Atlanta, EE. UU.. También ganó otra medalla de bronce cuatro años más tarde en Sídney con el equipo de relevos de Brasil en el 4 x 100 metros estilo libre.
Su primer título importante de la carrera se produjo en la edición inaugural de 1993 en el Campeonato Mundial de Piscina Corta FINA en Palma de Mallorca, donde ganó los 100 metros estilo libre. Scherer es conocido como Xuxa en su país natal, y se convirtió en deportista brasileño del Año en 1995, después de ganar un oro y una medalla de plata en el Campeonato Mundial Piscina Corta FINA en Río de janeiro de 1995.
Scherer entrenado en The Race Club, un club de natación Los nadadores olímpicos fundada por Gary Hall, Jr. y su padre, Gary Hall, Sr. The Race Club, originalmente conocido como "El Equipo del Mundo", fue diseñado para servir como un grupo de entrenamiento para nadadores de élite de todo el mundo en preparación para los Juegos Olímpicos de Sídney 2000. Para ser capaz de entrenar con The Race Club, uno debe haber sido clasificado en el top 20 en el mundo en los últimos 3 años naturales o 3 superior en su país en el último año. The Race Club incluido estos nadadores conocidos como Roland Schoeman, Mark Foster, Ryk Neethling, Ricky Busquet y Therese Alshammar.
Scherer participó en la organización Cansei. En 2009, Fernando Scherer participó en la segunda temporada de un programa de telerrealidad de nombre A Fazenda. Entre los participantes de este programa de televisión, conoció a su futura esposa, la actriz y bailarina Sheila Mello. Scherer y Mello se casaron el 24 de junio de 2010, en São Paulo.

## Biografía
Scherer comenzó a nadar cuando era un niño para ayudar a mejorar sus problemas respiratorios. Cuando tenía 14 años, participó en sus primeras competiciones y se formó en el club Doze de Agosto.

### 1992-1996
En 1992, comenzó a alcanzar la prominencia nacional, ganando los 50 m libre y los 100 m libre en el Trofeo Brasil. Ese día, sus amigos crearon un apodo de "Xuxa", por el cual Scherer hizo ampliamente conocido por su pelo rubio parecía a la de presentadora de televisión para niños con el mismo nombre.
En el Trofeo José Finkel (curso corto) en Santos el 7 de julio de 1993, el equipo brasileño que comprende Fernando Scherer, Teófilo Ferreira, José Carlos Souza y Gustavo Borges, rompió el récord mundial en los 4 × 100 metros libres con un tiempo de 3m13s97 de tres centisegundos mejor que el récord del equipo sueco de 3m14s00, del 19 de marzo de 1989. El 5 de diciembre, Brasil volvió a romper el récord mundial, con el mismo equipo, con un tiempo de 3m12s11. Esta marca se logró en el Campeonato Mundial de Natación en Piscina Corta de 1993, en Palma de Mallorca, donde Scherer ganó sus primeros títulos principales: el oro en los 100 m libre y en el 4 × 100 m libre, a los 19 años de edad y ater cinco años de experiencia natación competitiva. Con esto, Scherer fue elegido como el deportista revelación de Brasil. También terminó octavo en los 50 metros libres.
Scherer participó en el Campeonato Mundial de Natación de 1994, en Roma, donde ganó la medalla de bronce en los 4 × 100 m libre, junto con Teófilo Ferreira, André Teixeira y Gustavo Borges. Scherer también terminó décimo en los 50 m libre y 14 en los 100 m libre.
En 1995, Scherer firmó con Flamengo. Él fue el primer nadador con contrato firmado. En marzo, compitió en los Juegos Panamericanos de 1995 en Argentina, donde se convirtió en campeón de los 50 m libre, medallista de plata en los 4 × 100 m libre y los 4 × 200 m libre y medallista de bronce en los 100 m libre. Fue nombrado el Atleta del Año de Brasil en 1995, después de ganar dos medallas de oro en los 100 m libre y 4 × 100 m estilo libre en el Campeonato Mundial de Natación en Piscina Corta de 1995 en Río de Janeiro. En los 4 × 100 m libre, abrió con un tiempo de 47s74 en las eliminatorias y un tiempo de 47s63 en una final-récord sudamericano y Campeonato. También ganó una medalla de plata en los 50 m libres.

### Juegos Olímpicos de 1996
En los Juegos Olímpicos de Atlanta 1996, Scherer ganó una medalla de bronce en los 50 m libre, llegó quinto en los 100 m libre y cuarto en el 4 × 100 m libre.

### 1997-2000
1997 fue un mal año para Scherer. Él no podía nadar competitivamente durante seis meses después de experimentar problemas en el hombro izquierdo y ambas rodillas, después de las Olimpiadas. Él compitió en el Campeonato Mundial de Natación en Piscina Corta de 1997, donde terminó 13º en los 100 m libre, y 20 en los 50 m libres.
En 1998, Scherer se trasladó a Coral Springs, Florida. Nadó en el Campeonato Mundial de Natación de 1998, en Perth, Australia, donde terminó octavo en los 50 m libres, 17 en los 100 m libre y sexto en el 4 × 100 m libre. En agosto, en Nueva York, en los Goodwill Games, Scherer rompió el récord sudamericano en los 50 m libres con un tiempo de 22s18, que solo se rompió en 2007 por César Cielo. También rompió el récord de 100 m libre con un tiempo de 48s69, que fue ininterrumpida hasta 2006, también por Cielo. Con eso, Scherer consiguió el primer lugar en la clasificación mundial en ambos eventos; se le concedió el título de "mejor del mundo" por la revista Swimming World Magazine, y por segunda vez el mejor atleta brasileño, por COB. En este momento, el récord mundial de los 50 m libre era 21s81, fijado por Tom Jager; y el récord mundial de los 100 m libre era 48s21, fijado por Alexander Popov.
Al final de 1998 fue por tercera vez consecutiva rompiendo el récord mundial en los 4 x 100 metros libre, en curso corto por el relé brasileño. El 20 de diciembre, poco después del final de la Trofeo José Finkel, el cuarteto formado por Fernando Scherer, Carlos Jayme, Alexandre Massura y Gustavo Borges, con el fin, cayó la piscina del Club de Regatas Vasco da Gama y logró la marca 3m10s45, tiempo que solo se mejoró en 2000 por el equipo de Suecia.  En esta competencia, Scherer también había roto los récords Suramericanas en curso corto en los 50 m libres con un tiempo de 21s44, en los 100 m libres con un tiempo de 47s17, y el récord brasileño en los 100 m mariposa con un tiempo de 53s13. En el 50 m libre, Scherer fue 0,13 segundos más lento que el récord mundial de Mark Foster de 21s31, obtenida el 13 de diciembre Él también estuvo cerca del récord mundial en los 100 m libre de 46s74 fijado por Popov en 1994.
Scherer también fue elegido mejor nadador del mundo, en 1998, por la FINA.
En marzo de 1999, Scherer rompió el récord sudamericano en los 50 m mariposa dos veces en una semana. También este año, Scherer participó en los Juegos Panamericanos de 1999 en Winnipeg, en el que Brasil logró sus mejores resultados de natación de todos los tiempos. El relevo 4 × 100 m medley (formado por Alexandre Massura, Marcelo Tomazini, Gustavo Borges y Scherer) ganó, por primera vez en la historia de Pan, la medalla de oro con un tiempo de 3m40s27, rompiendo los registros panamericanos y sudamericanos, y asegurarse un lugar en el relevo de Brasil para los Juegos Olímpicos de Sídney 2000. Scherer también ganó el oro en los 50 m libre, 100 m libre y 4 × 100 m libre y rompió el récord sudamericano para la última carrera, convirtiéndose en el primer brasileño en ganar cuatro medallas de oro en los mismos Juegos Panamericanos.

### Juegos Olímpicos de 2000
En 2000, Scherer renunció todas las competiciones para prepararse para los Juegos Olímpicos de Sídney 2000. Sin embargo, después de un accidente en las escaleras de su casa se torció un tobillo y parcialmente rompió el ligamento, casi lo que le costó a los Juegos. Aunque su lesión afectó su rendimiento - casi no usó sus piernas durante las pruebas -, Scherer ganó el bronce en el 4 × 100 m libre y participó en otras dos series, ocupando el número 12 en los 4 × 100 m medley y 20 en los 50 m libre.

### 2000-2004

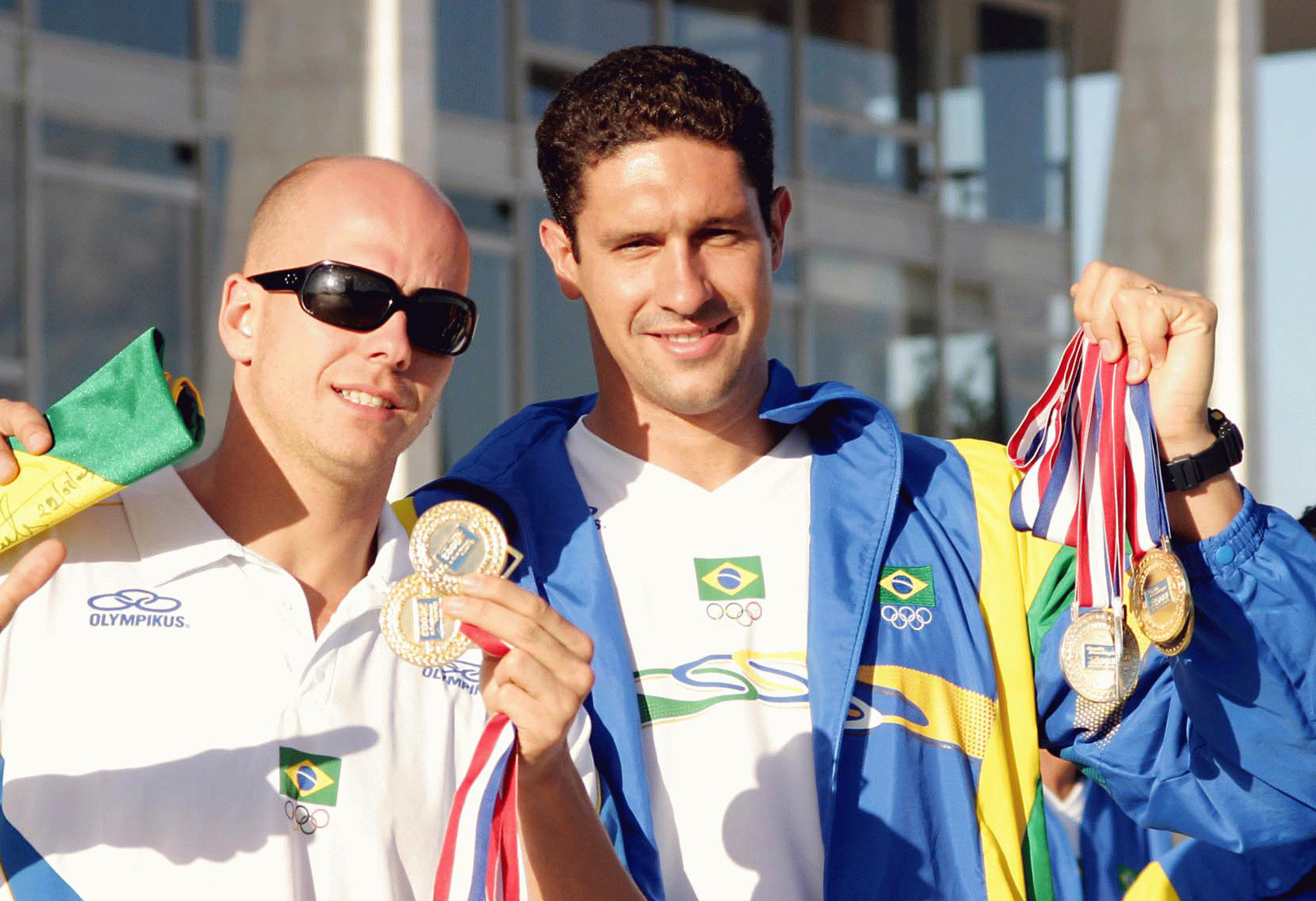
Fernando Scherer y Gustavo Borges en los Juegos Panamericanos de 2003

En 2002, Scherer regresó a Brasil y se mudó a São Paulo.
En el Campeonato Mundial de Natación de 2003 en Barcelona, Scherer rompió su propio récord sudamericano en los 50 m mariposa con un tiempo de 23s86. Se fue a la final, terminando en octavo. También terminó 23 en los 50 m libres, y 12 en el 4 × 100 m libre.
A la edad de 29, Scherer compitió en sus terceros Juegos Panamericanos, en los Juegos Panamericanos de 2003 en Santo Domingo, donde ayudó a Brasil a ganar 21 medallas en la natación - récord histórico de Brasil. Scherer ganó el oro en los 50 metros libres (superando el campeón olímpico Gary Hall Jr. y campeón del mundo José Meolans), y el oro en los 4 × 100 m libre.
En mayo de 2004, Scherer igualó su récord sudamericano de 23s86 en los 50 m mariposa.

### Juegos Olímpicos de 2004
En los Juegos Olímpicos de Atenas 2004, nadó solo una carrera, ocupando el número 11 en los 50 m libre.

### 2005-2007
Ahora, 30 años, Scherer compitió en el Campeonato Mundial de Natación de 2005 en Montreal, donde el 24 de junio, rompió el récord sudamericano en los 50 m mariposa en las semifinales con un tiempo de 23s55, un récord que fue golpeado solo en 2009 por César Cielo. Scherer terminó quinto en la final. También terminó en el puesto 24 en los 50 metros libres.
En 2007, Scherer se retiró de la natación competitiva.